# أوسكار دبليو. نيل
أوسكار دبليو. نيل (بالإنجليزية: Oscar W. Neale)‏ هو سياسي أمريكي، ولد في 17 ديسمبر 1873، وتوفي في 1957. حزبياً، نشط في الحزب الجمهوري. وقد انتخب عضو مجلس ولاية ويسكونسن.